# Birobidzsan
Birobidzsan (jiddisül:ביראָבידזשאַן, oroszul: Биробиджа́н) város Oroszország távol-keleti területén, a Zsidó autonóm terület fővárosa.
Lakossága: 75 413 fő (a 2010. évi népszámláláskor).

## Fekvése
Birobidzsan  Oroszország távol-keleti részén a kínai határ közelében a Bira és a Bidzsan folyók közötti területen fekszik. Távolsága Moszkvától 8351 km a Transzszibériai vasútvonal mentén.

## Története
A település 1915-ben mint a Transzszibériai vasútvonal megállója jött létre. Eredeti elnevezése Tyihonykaja volt, amit egy Szopka Tyihonykogo nevű tanyától kapott, melynek a tulajdonosa lehetett Tyihonykij. Az 1930-as években Sztálin nagy népáttelepítési akcióinak részeként 1930. augusztus 20-i rendeletével hozta létre Oroszország kormánya a Zsidó autonóm területet. Ennek fővárosa lett a település, és nem sokkal ezt követően kapta új nevét a Biro és a Bidzsan folyókról.
Az áttelepítések következtében és a második világháború tapasztalatai alapján a város zsidó lakossága a 40-es évek végén megközelítette az 50 000-et. Napjainkban a megnyitott határok hatására a zsidó lakosság jelentős elvándorlása indult meg Izraelbe és az Egyesült Államokba.

## Birobidzsan híres szülöttei
- Adolf Szolomonovics Sájevics Oroszország főrabbija (* 1937. október 28.)